# Slovak International 1996
Die Slovak International 1996 im Badminton fanden vom 11. bis zum 13. Oktober 1996 in Nitra statt. Auf der IBF-Turnierskala erreichte es die Wertung B.

## Sieger und Platzierte
| Disziplin    | Gold                               | Silber                    | Bronze                              |
| ------------ | ---------------------------------- | ------------------------- | ----------------------------------- |
| Herreneinzel | Gregers Schytt                     | Jesper Mikla              | Fernando Silva                      |
| Herreneinzel | Gregers Schytt                     | Jesper Mikla              | Jürgen Koch                         |
| Dameneinzel  | Tanja Berg                         | Sarah Jonsson             | Maja Pohar                          |
| Dameneinzel  | Tanja Berg                         | Sarah Jonsson             | Andrea Ódor                         |
| Herrendoppel | Jürgen Koch Harald Koch            | Jesper Mikla Lars Paaske  | Patrick Ejlerskov Michael Lamp      |
| Herrendoppel | Jürgen Koch Harald Koch            | Jesper Mikla Lars Paaske  | Hugo Rodrigues Fernando Silva       |
| Damendoppel  | Rikke Broen Sara Runesten-Petersen | Tanja Berg Sarah Jonsson  | Judith Baumeyer Yvonne Naef         |
| Damendoppel  | Rikke Broen Sara Runesten-Petersen | Tanja Berg Sarah Jonsson  | Verena Fastenbauer Sabine Salzer    |
| Mixed        | Andrej Pohar Maja Pohar            | Lars Paaske Sarah Jonsson | Michael Lamp Sara Runesten-Petersen |
| Mixed        | Andrej Pohar Maja Pohar            | Lars Paaske Sarah Jonsson | Pascal Bircher Yvonne Naef          |

## Finalergebnisse
| Disziplin    | Sieger                             | Finalist                  | Ergebnis          |
| ------------ | ---------------------------------- | ------------------------- | ----------------- |
| Herreneinzel | Gregers Schytt                     | Jesper Mikla              | 15–8, 15–4        |
| Dameneinzel  | Tanja Berg                         | Sarah Jonsson             | 12–10, 11–4       |
| Herrendoppel | Jürgen Koch Harald Koch            | Jesper Mikla Lars Paaske  | 15–11, 15–8       |
| Damendoppel  | Rikke Broen Sara Runesten-Petersen | Tanja Berg Sarah Jonsson  | 15–8, 6–15, 15–4  |
| Mixed        | Andrej Pohar Maja Pohar            | Lars Paaske Sarah Jonsson | 8–15, 18–16, 15–7 |